# Evangeliar von Schereschow

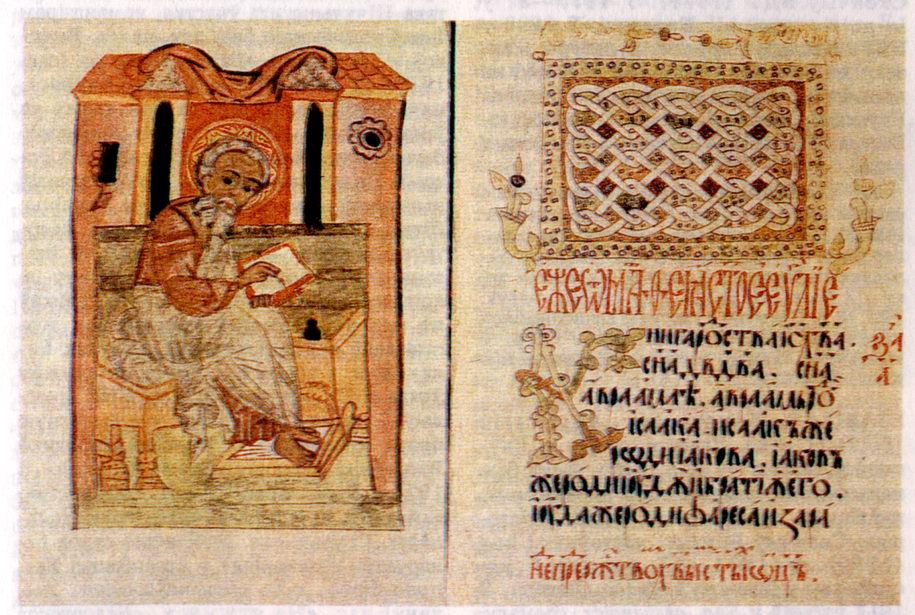
Evangelist Matthäus

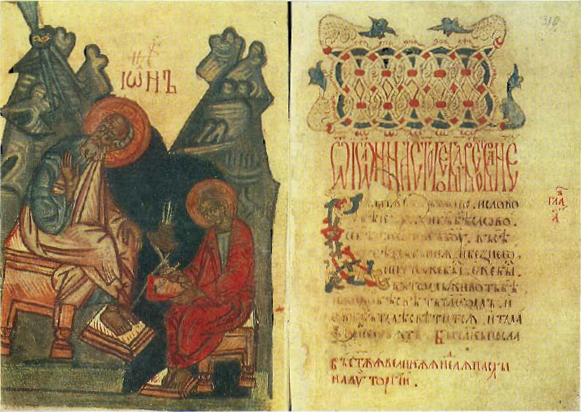
Evangelist Johannes

Das Evangeliar von Schereschow ist eine illustrierte Handschrift in kirchenslawischer Sprache aus dem späten 15. oder dem 16. Jahrhundert, wahrscheinlich aus dem Gebiet des heutigen Belarus. Sie enthält vier ganzseitige farbige Miniaturen der Evangelisten, dazu zahlreiche ornamentale Verzierungen und Initialen.
Die Handschrift war vom 17. bis 19. Jahrhundert in der Kirche von Schereschow (Scharaschowa) und befindet sich heute im Nationalen Kunstmuseum in Minsk.